# Thérèse (film)
Thérèse är en fransk dramafilm från 1986 i regi av Alain Cavalier.
Filmen är baserad på den helgonförklarade karmelitnunnan Thérèse av Jesusbarnets självbiografi Historien om en själ.

## Utmärkelser
Thérèse har bland annat vunnit Prix du Jury vid Filmfestivalen i Cannes 1986 och Césarpriset för bästa film 1987.

## Roller (urval)
- Catherine Mouchet – Thérèse Martin
- Sylvie Habault – Pauline Martin
- Aurore Prieto – Céline Martin
- Ghislaine Mona – Marie Martin
- Jean Pélégri – M. Martin
- Hélène Alexandridis – Lucie
- Clémence Massart – priorinnan
- Nathalie Bernart – Aimée
- Armand Meppiel – påve Leo XIII